# Số may mắn
Số may mắn là số được định nghĩa theo quá trình sau: bắt đầu với số nguyên dương x và tính tổng bình phương y các chữ số của x, sau đó tiếp tục tính tổng bình phương các chữ số của y. Quá trình này lặp đi lặp lại cho đến khi thu được kết quả là 1 thì dừng (tổng bình phương các chữ số của số 1 chính là 1) hoặc quá trình sẽ kéo dài vô tận. Số mà quá trình tính này kết thúc bằng 1 gọi là số may mắn. Số có quá trình tính kéo dài vô tận là số không may mắn hay còn gọi là số đen đủi.

## Tổng quan
Đầu tiên gán {\displaystyle n=n_{0}} và định nghĩa dãy {\displaystyle n_{1}}, {\displaystyle n_{2}},... với {\displaystyle n_{i+1}} là tổng bình phương các chữ số của {\displaystyle n_{i}}. {\displaystyle n} là số may mắn nếu và chỉ nếu tồn tại i nguyên dương thỏa {\displaystyle n_{i}=1}.
Nếu một số là may mắn thì tất cả các thành viên của dãy số đó là may mắn và ngược lại.
Ví dụ: 7 là số may mắn vì
7² = 49
4² + 9² = 97
9² + 7² = 130
1² + 3² + 0² = 10
1² + 0² = 1

Những số may mắn dưới 500 là: 
 1, 7, 10, 13, 19, 23, 28, 31, 32, 44, 49, 68, 70, 79, 82, 86, 91, 94, 97, 100, 103, 109, 129, 130, 133, 139, 167, 176, 188, 190, 192, 193, 203, 208, 219, 226, 230, 236, 239, 262, 263, 280, 291, 293, 301, 302, 310, 313, 319, 320, 326, 329, 331, 338, 356, 362, 365, 367, 368, 376, 379, 383, 386, 391, 392, 397, 404, 409, 440, 446, 464, 469, 478, 487, 490, 496. (dãy số A007770 trong bảng OEIS) 

## Cách chạy chuỗi số
Nếu {\displaystyle n} không là số may mắn thì chuỗi số trên không kết thúc bởi 1 mà được thay thế bằng những số dưới đây: 4, 16, 37, 58, 89, 145, 42, 20, 4,... để xem lập luận này chú ý rằng nếu {\displaystyle n} chứa {\displaystyle m} chữ số, Sau đó thì tổng bình phương của các chữ số của nó hầu hết là {\displaystyle 81m}. Cho {\displaystyle m=4} và ở trên,
{\displaystyle n\geq 10^{m-1}>81m} cho bất cứ số nào lớn hơn 1000 có được kết quả nhỏ hơn cách thức này. Còn nếu số đó nhỏ hơn 1000 thì tổng các bình phương của các chữ số lớn nhất là 999, và kết quả là 3 lần 81 tức là 243.
- Trong khoảng từ 100 tới 243, Số 199 cho kết quả có giá trị lớn nhất là 163
- Trong khoảng từ 100 tới 163, số 159 cho kết quả có giá trị lớn nhất là 107
- Trong khoảng từ 100 tới 107, số 107 cho kết quả có giá trị lớn nhất là 50

Nói một cách chính xác hơn là trong các khoảng [244,999], [164,243], [108,163] và [100,107], chúng ta thấy rằng mọi số trên 99 thì cho được số hoàn toàn nhỏ hơn cách thức này. Do đó, dù bắt đầu với bất kỳ số nào, kết quả sẽ trở về giá trị nhỏ hơn 100. Một nghiên cứu cho thấy với mọi số trong 
7, 13, 19, 23, 
31, 79, 97, 103, 109, 139, 167, 193, 239, 263, 293, 313, 331, 367, 379, 383, 397, 409, 487 (dãy số A035497 trong bảng OEIS). 